# تیم ملی فوتبال زیر ۲۳ سال فرانسه
تیم ملی فوتبال زیر ۲۳ سال فرانسه (انگلیسی: France Olympic football team) یا تیم ملی المپیک فرانسه نماینده این کشور در مسابقات بین‌المللی فوتبال مختص این رده سنی است.
این تیم تحت نظر فدراسیون فوتبال فرانسه مدیریت می‌شود.
تیم‌های ملی رده زیر ۲۳ سال برای بازی‌های فوتبال در المپیک اعزام می‌شوند و هر کدام مجاز است سه بازیکن با سنی بالاتر از این رده سنی با خود به المپیک ببرد.